# Mísula

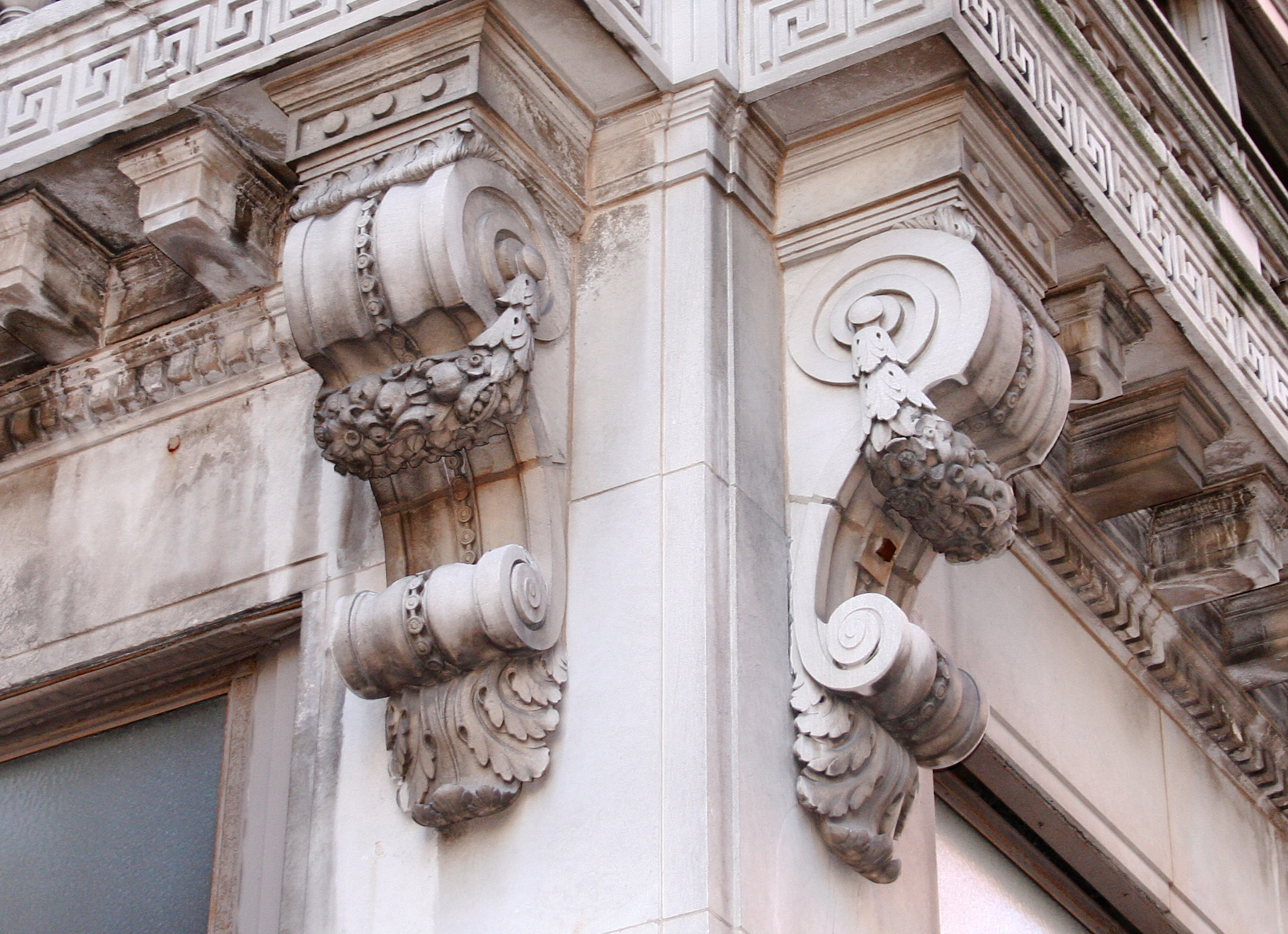

Uma mísula é um ornato que ressai de uma superfície, geralmente vertical, e que serve para sustentar um arco de abóbada, uma cornija, figura, busto, vaso, etc. Muito usado em estruturas de betão, na construção civil.